# Estación de Brașov
La Estación de Brașov (en rumano Gara Brașov) es la principal estación de ferrocarril de Brașov, Rumania. Fue inaugurada y abierta al tráfico en 1962.

## Servicios
La estación fue construida entre 1960 y 1961 (e inaugurada en 1962), en sustitución de la primera estación en Braşov (1873).
En la ciudad de Braşov también existen otras tres estaciones: Bartolomeu, Dârste y Triaj. Actualmente la estación de Braşov es una de las estaciones de mayor tránsito de Rumanía, siendo la intersección de las principales líneas de tren del país. Cada día pasan por esta estación más de 150 trenes de viajeros y de mercancías. Estos trenes operan a nivel nacional e internacional. De la estación de Braşov parten trenes hacia ciudades europeas como Budapest, Viena, Múnich, Praga, Bratislava o Cracovia.
A nivel nacional, la estación cuenta con líneas de Căile Ferate Române hacia las ciudades más importantes de Rumanía. La empresa privada Regio Trans conecta, también, la estación con ciudades como Făgăraş y Întorsura Buzăului. La empresa privada Grup Feroviar Român también opera en la estación de Braşov.
El sonido producido por la estación son las notas de la operetta Crai Nou, de Ciprian Porumbescu.

## Principales líneas
- Línea 200: Braşov - Sibiu - Vinţu de Jos - Deva - Curtici
- Línea 300: Bucarest - Ploieşti - Braşov - Sighişoara - Teiuş - Cluj-Napoca - Oradea - Episcopia Bihor
- Línea 400: Braşov - Sfântu Gheorghe - Miercurea Ciuc - Deda - Dej - Baia Mare - Satu Mare.

## Distancias entre Braşov y otras estaciones de Rumanía
- Brașov y Bucurest Nord - 166 km

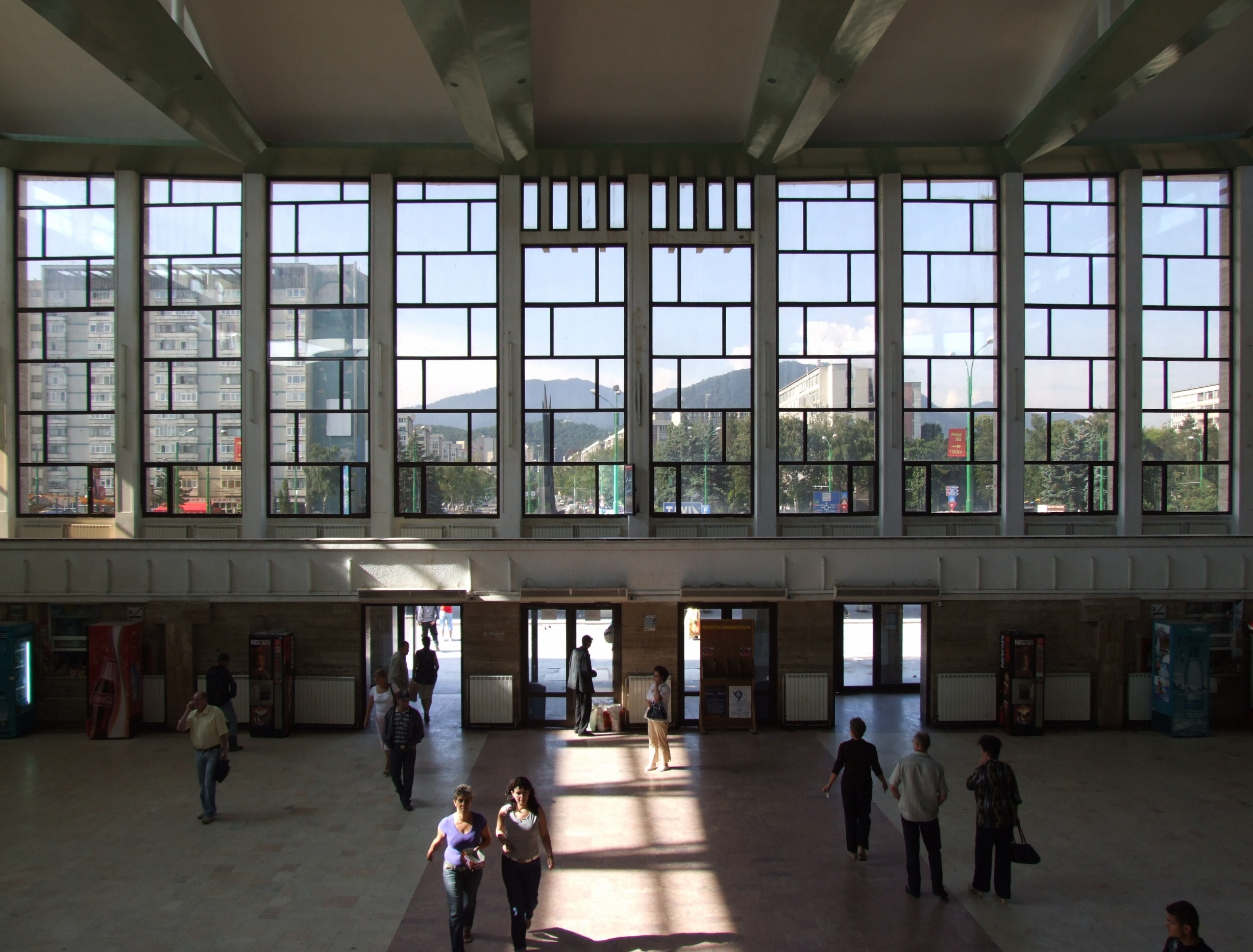
Interior de la estación.

- Brașov y Arad (via Sighișoara) - 453 km
- Brașov y Arad (via Sibiu) - 433 km
- Brașov y Cluj-Napoca - 331 km
- Brașov y Constanța (via București Nord) - 391 km
- Brașov y Constanța (via Buzău) - 387 km
- Brașov y Craiova (via Bucuresti Nord) - 375 km
- Brașov y Craiova (via Râmnicu Vâlcea) - 335 km
- Brașov y Galați - 310 km
- Brașov y Iași (via Buzău) - 453 km
- Brașov y Iași (via Bacău, Miercurea Ciuc) - 470 km
- Brașov y Oradea - 484 km
- Brașov y Satu Mare (via Miercurea Ciuc) - 517 km
- Brașov y Satu Mare (via Cluj Napoca, Baia Mare) - 583 km
- Brașov y Suceava, (Gara Burdujeni) (via Siculeni) - 457 km
- Brașov y Gara Timișoara Nord (via Sibiu, Lugoj) - 456 km

## Distancias entre Braşov y otras estaciones de Europa
- Braşov y Belgrado - 634 km
- Braşov y Berlín (Berlin Hbf) - 1733 km
- Braşov y Budapest (Budapest-Keleti pu) - 706 km
- Braşov y Chisináu - 584 km
- Braşov y Fráncfort del Meno - 1733 km
- Braşov y Kiev (Kiev Pas) - 1241 km
- Braşov y Sofia - 705 km
- Braşov y Venecia - 1557 km
- Braşov y Viena (Wien Westbf.) - 978 km